# 지칭개
지칭개(학명: Hemisteptia lyrata)는 국화과에 속하는 두해살이풀이다. 지칭개속에 속하는 유일한 종이다. 일본, 중국, 한국 등 아시아 온대 지역과, 방글라데시, 인도, 부탄, 미얀마 등 아시아 열대 지역과 오스트레일리아에 분포한다. 한반도에서는 평지의 길가나 빈터, 밭둑에서 자란다.

## 생태
키는 60~80센티미터이며 줄기는 곧게 서는데, 속이 비어 있고 가지가 갈라진다. 뿌리에서 나는 잎은 냉이와 비슷하게 방석 모양으로 겨울을 난다. 줄기 밑부분의 잎은 길이 7~21센티미터쯤 되는데, 뒷면에 흰색 털이 빽빽하게 나고 깃꼴로 갈라진다. 가운데 나는 잎은 잎자루가 없이 긴 타원형이며 위로 올라갈수록 선 모양이 된다. 꽃은 5-7월에 피는데 자줏빛을 띤 붉은색 두상화이다. 줄기나 가지 끝에 1개씩 곧게 서서 달린다. 열매는 긴 타원 모양의 수과이며, 관모는 깃 모양으로 두 줄이며 쉽게 떨어진다.

## 비슷한 속
엉겅퀴속이나 분취속과 비슷하다. 잎에 가시가 없어서 엉겅퀴속과 구별하며, 총포 조각에 뿔처럼 생긴 돌기가 있는 점이 분취속과 다르다.

## 쓰임새
어린잎을 살짝 데쳐 먹거나, 물에 우려 쓴 맛을 없앤 뒤 나물로 먹는다.

## 사진

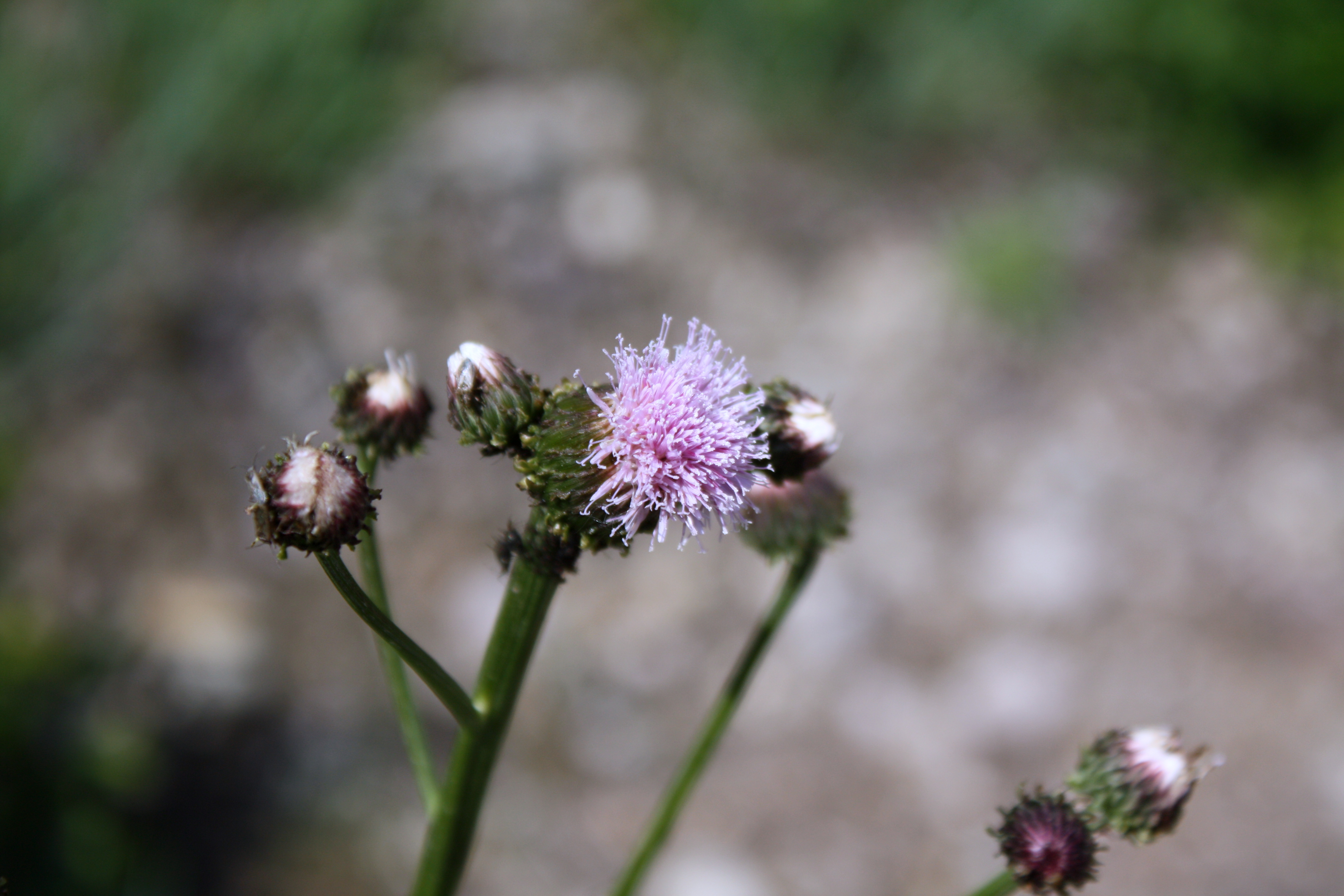
꽃
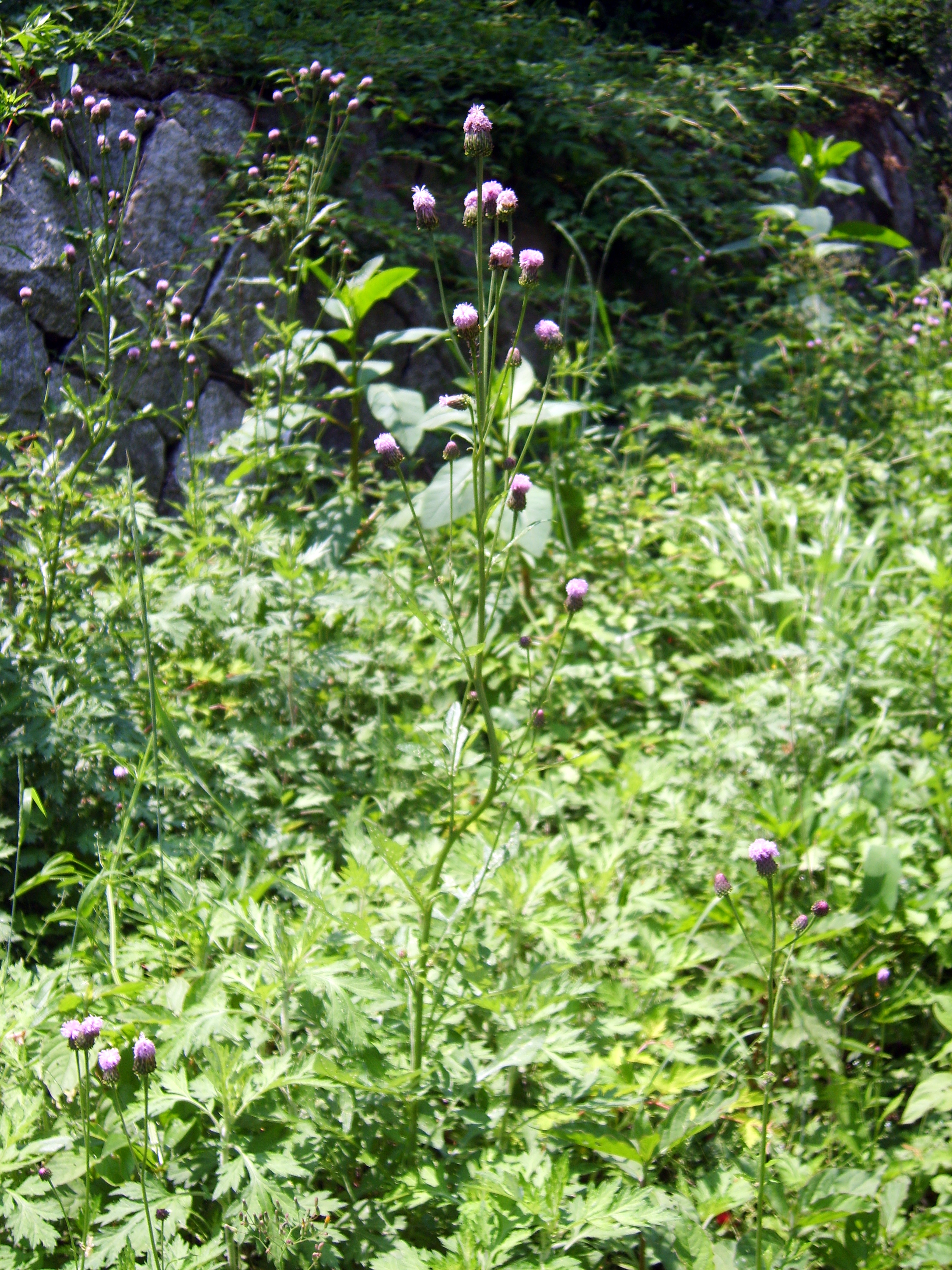
전체 모습

## 참고 문헌
- 고경식; 김윤식 (1988). 《원색한국식물도감》. 아카데미서적.
- 이동혁 (2007). 《오감으로 찾는 우리 풀꽃》. 도서출판 이비컴. ISBN 978-89-89484-57-8.
- 이재명 (2009). 《느긋하게 친해져도 괜찮아 산나물 421》. 환크리에이티브컴퍼니. ISBN 978-89-958791-6-0.
- 풀베개